# Карлајл (Саскачеван)
Карлајл (енгл. Carlyle) је варошица на крајњем југоисточном делу канадске провинције Саскачеван. Насеље се налази на раскрсници провинцијских ауто-путева 9 и 13 на око 60 km западно од административне границе са провинцијом Манитоба и око 70 северно од државне границе са америчком савезном државом Северна Дакота.
На око 24 km северозападно од насеља налази се парк природе Мус Маунтин који се налази под заштитом провинције.
У насељу се почев од 2002. сваке прве недеље месеца децембра одржава Дикенсов сеоски фестивал када цело насеље на тренутак постаје део викторијанског доба.

## Историја
Насеље је формирано крајем 19. века и добило је име у част шкотског историчара, филозофа и есејисте Томаса Карлајла. Године 1883. у насељу је отворена прва пошта, да би 1902. административно било уређено као село. Од 1905. Карлајл је административно уређен као провинцијска варошица.
Насеље је почело да напредује након изградње железничке пруге 1901. и број становника је са 23 колико их је живело те године у насељу порастао на 400 у наредних 5 година.

## Демографија
Према резултатима пописа становништва из 2011. у варошици је живео 1.441 становник у 596 домаћинстава, што је за 14,6% више у односу на 1.257 житеља колико је регистровано приликом пописа 2006. године.
| 2001. | 2006. | 2011. |
| ----- | ----- | ----- |
| 1.260 | 1.257 | 1.441 |